# Kaempfer-toditirannusz
Az Kaempfer-toditirannusz (Idioptilon kaempferi) a madarak osztályának a verébalakúak (Passeriformes) rendjébe és  a királygébicsfélék (Tyrannidae) családjába tartozó faj.
A magyar név forrással nincs megerősítve, lehet, hogy az angol név tükörfordítása (Kaempfer's Tody-Tyrant).

## Rendszerezés
Besorolása vitatott, egyes rendszerezők a Hemitriccus nembe sorolják Hemitriccus kaempferi néven.

## Előfordulása
Brazília délkeleti részén honos. A természetes élőhelye szubtrópusi és trópusi síkvidéki erdők és cserjések, valamint folyók és patakok környéke.

## Megjelenése
Testhossza 12 centiméter.